# クモ下目
クモ下目 (クモかもく) Araneomorphae は、クモ目の下位分類群の一つ。いわゆる普通のクモ類、フツウクモ類は全てここに含まれる。なお、クモ目、クモ亜目と同様、この群の名も回文になっている。別名新蛛下目ともいう。

## 概観
クモ目は古くから大きく3群に分けられた。現在ではそれらはハラフシグモ亜目、クモ亜目のトタテグモ下目、クモ下目の名で呼ばれる。そのうちハラフシグモ亜目のものはごく少数の原始的特徴を備えたもののみ、トタテグモ下目のものはほとんどが地中性の限られた種群であり、通常目にするクモのほぼ全てはクモ下目に含まれる。様々な網を張るものも、歩き回って獲物を狙うものも、そのほとんど全部がこの群に所属し、クモ目の適応放散の大部分はこの群の中で起こった。それらの大部分は糸を出す能力に優れ、それを使って網を張って獲物を捕らえ、あるいは網を張らなくとも生活の様々な面で糸を利用する。特徴や生態などの大部分はクモ目の記事と重複するので、主要な点はそちらを参照されたい。ここではこの群を区別して記述する必要のある部分のみを挙げる。
なお、クモ目やクモ亜目などと同じ名前で、実際にはより範囲の狭いものを対象にしていることを示す意味でフツウクモ類というような表現をとる場合もある。ブルネッタ、クレイグ／三井訳(2013)では文章中ではこの語を用いているが、巻末の用語解説ではこの語について『クモ下目に属する』ものを指す、としており、分類群名としては用いていないことを表明している。

## 特徴

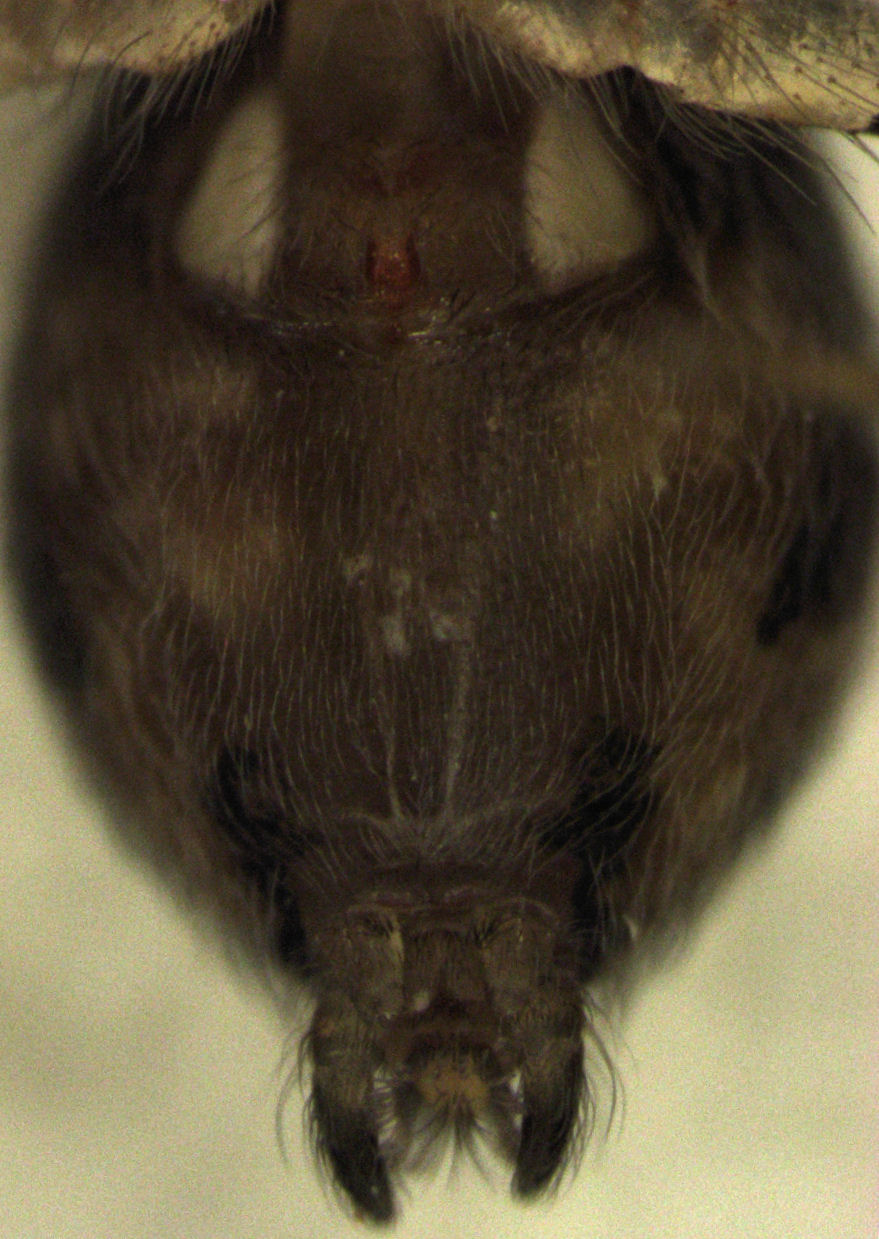
チリグモの腹面
前方左右の白い部分が書肺
書肺の間に外雌器
後端に糸疣・その最初の対の間に篩板

この群をクモ目の他群と区別する特徴には以下のようなものがある。

### 上顎
本群のクモでは上顎（鋏角）は左右に動き、その先の節である牙は内側にあって水平方向に動く。他の2群では上顎は垂直方向に動き、顎は先端の下側から出ており、前後方向に動く。
また上顎にある毒腺は他の2群では上顎の内部に収まっているが、本群のクモでは上顎の内部に収まらず、頭胸部にまで達する。

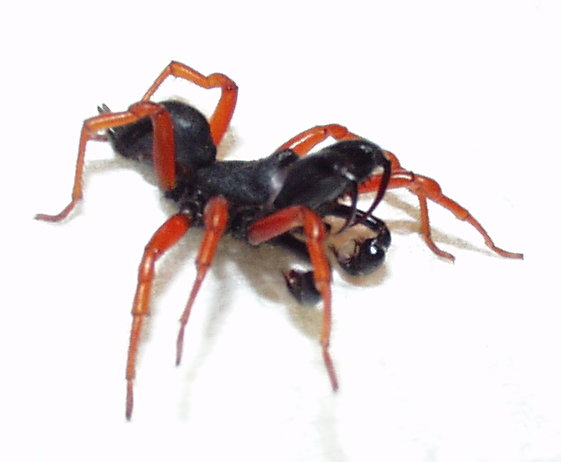
トタテグモ亜目では上顎は上下に動き、牙は前後に動く。 Sphodros rufipes （ジグモ科）
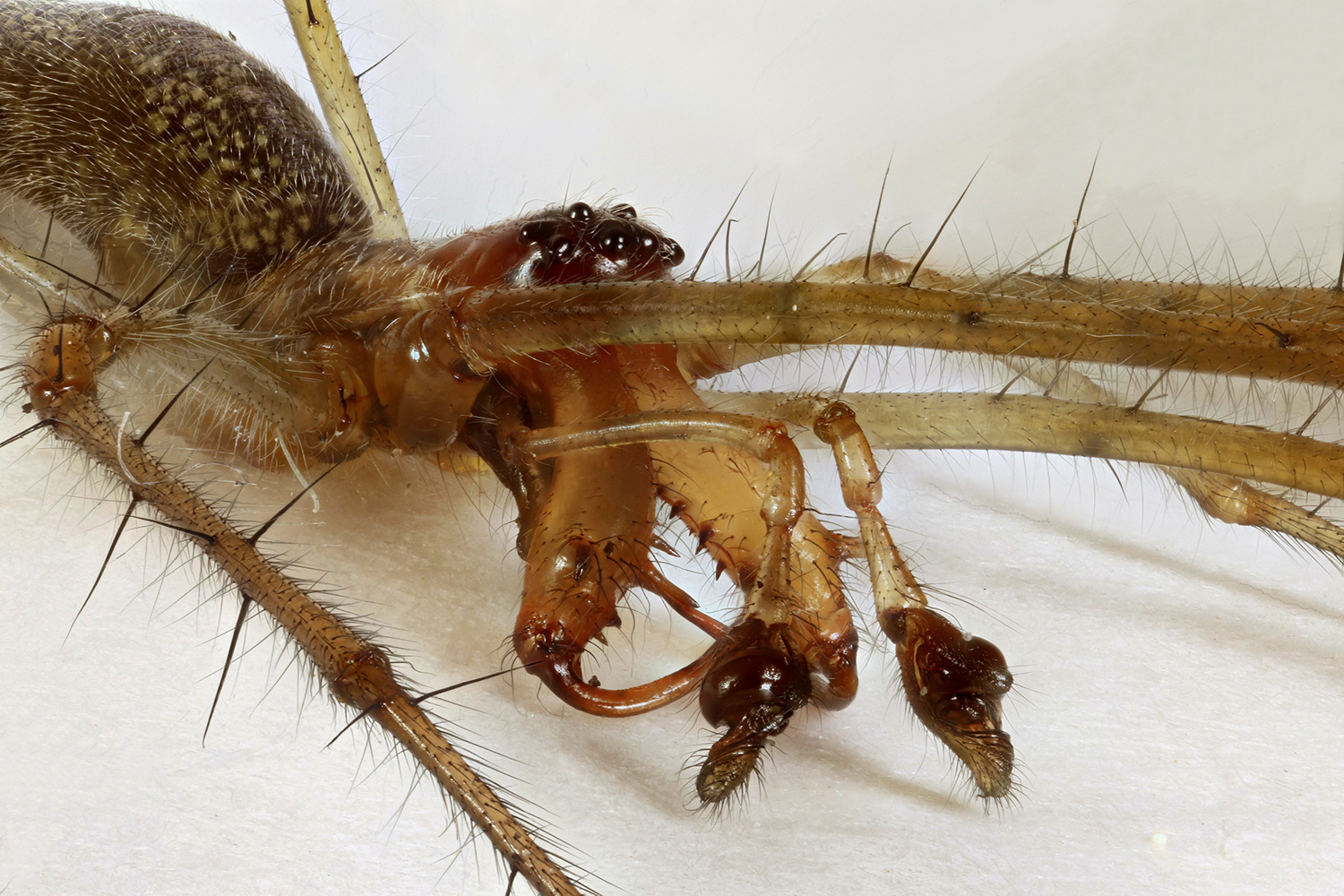
クモ下目では上顎は左右に、牙は内側で前後に動く。 Tetragnatha montana
（アシナガグモ科）

### 呼吸器官
本群では書肺は1対のみが普通である。他群では2対であるが、この類ではそのうちの前方の対のみが残り、後方のものは気管気門に変わっている。気管は昆虫などのそれとは発生的に異なるもので、書肺が変化したもので篩状気管と呼ばれ、気門は前対の書肺と糸疣の間にあって左右1対並ぶか、あるいは左右が合わさって気管前室を作り、気門は1つだけとなっている。小型の種では書肺がなくなり気管のみを持つ例(ユアギグモ科など)も知られる。ごく一部に2対の書肺を持つものが知られ、それらはこの群の中でもっとも原始的な形質を残すものと考えられ、『生きた化石』と言われることもある。

### 糸疣
糸を出す器官である糸疣はこの群での標準では腹部下面の後端近くに3対ある。これはハラフシグモ亜目で前後2列にそれぞれ内疣と外疣の対があって計8対であるうち、前内疣が退化した形である。発生的に見ると、クモ下目のものでも胚の段階では前内疣は存在するが、次第に左右の前内疣が癒合し、そのまま残るか、あるいは退化消失する。従って本群の標準的なものでは前外疣、後内疣、後外疣がそれぞれ2個ずつとなるが、これをそれぞれ前疣、中疣、後疣と呼ぶ。また個々の糸疣には節があるが、ハラフシグモ亜目のものでは多数あり、トタテグモ下目では3～4節、クモ下目では1～2節のみとなっている。
退化した前内疣に当たるものは一部の群では平板型の篩板となって特殊な糸管が並ぶが、より退化した形で残る場合もあり、一部の群ではその位置に小突起だけが残り、これを間疣という。間疣には糸腺はない。
糸疣には多くの糸管が並び、体内には複数種の糸腺を持ち、その種数は少ない群でも、3～4種あり、多いものでは7種に分化している。この糸腺はハラフシグモ亜目のものでは1種しかなく、トタテグモ下目のものでは若干の分化が見られるが糸腺があるのは後外疣に限られる。
大まかに言えばクモ下目の糸疣は他の二群に比べて外形ではごくコンパクトになっているが、糸を出す器官としては大幅にその機能を向上させている。
なお、糸疣の配置は多くのものでは腹部後端の下面中央に集まっているが、ハタケグモ科では横並びにほぼ1列をなし、またナガイボグモ科では後疣が長く伸びて腹部後端から突き出し、また個々の糸疣は円錐形に近いのが普通であるがワシグモ科では円柱形のものが見られるなど独特の形を取る例もある。

### 生殖器官
クモは真の交尾を行わず、雄は生殖孔から出した精子を通常は精網と呼ばれる糸で出来た小さな容器に出し、これを触肢の先端に取り、これを雌の生殖孔に注入する、という形を取る。そのために雄成体の触肢には触肢器官と呼ばれる精子を蓄え、それを注入するための構造が発達し、雌成体ではこの注入のための構造を受け入れる雌性生殖器と呼ばれる構造が出来る。
雄の触肢器官はその主要部分を生殖球と呼び、その内部には容精体と呼ばれる精子を貯蔵する構造があり、その周囲には精子を送り出すための構造などが付随する。送り出された精子は栓子（移精針）と呼ばれる突起の先端から雌の生殖孔に送り込まれる。またその周囲には様々な瘤や溝などが発達し、これは雌の外性器とも対応して分類学的にも重要な特徴とされる。ハラフシグモ亜目のものでは触肢器官はそのものは主要部分を残して単純化しており、その周囲の突起などが特殊な形で発達している。それに対し、トタテグモ下目ではその構造が比較的単純で、普通の触肢の先端にスポイトのような触肢器官本体が着いているような外見となる。このような構造はクモ下目のものの一部でも見られるが、多くのものではそれらを覆う楯板などの構造が発達する。
雌の生殖器は腹部下面の前の方にあるが、ハラフシグモ亜目、トタテグモ下目ではその部分に押すの栓子を挿入し、また卵の出てくる生殖孔があり、外部には複雑な構造はない。それに対して本群ではトタテグモ下目と同様な構造のものもあるが、多くのものでは栓子の挿入される挿入口と別に産卵口が形成され、その外側にキチン質化した複雑な構造である外雌器が形成される。

### その他
触肢は4対の歩脚の前にある附属肢であり、6節からなっており、4対の歩脚より1節少ない。この構造はクモ目の進化の過程で短小化する傾向があり、ハラフシグモ亜目ではほぼ第1脚と同等の大きさと形をしており、トタテグモ下目では歩脚とほぼ同等のものから遙かに短く細くなっているものまでがあり、本群ではほとんどが歩脚より細く短いものとなっており、一部では雌の触肢が退化したものがある（ユアギグモ科など）。
歩脚4対は前の2対が前を、後ろの2対が後ろを向くのが標準で、これを前行性といい、ハラフシグモ亜目、トタテグモ下目ではほぼそうなっており、本群でも多くがそうであるが、全ての歩脚が横に伸びるのを横行性といい、カニグモ科やアシダカグモ科などに見られる。
眼は基本的には8個で、この点はクモ目全体で共通しており、その配列はハラフシグモ亜目、トタテグモ下目では頭部の中央に集まっている例が多いが、本群ではそのようなものから頭部の幅いっぱいにまで広がって配置しているものまである。多くのものでは前後2列に各4眼が並び、外側のものを側眼、内側のものを中眼といい、これに前後の位置を加えて前側眼、後中眼などと呼ぶ。眼の配置は分類の様々な段階で重視され、たとえばユウレイグモ科では8個のうち6個が左右に3個ずつ纏まって配置し、ササグモ科では眼が円環状に配置する。

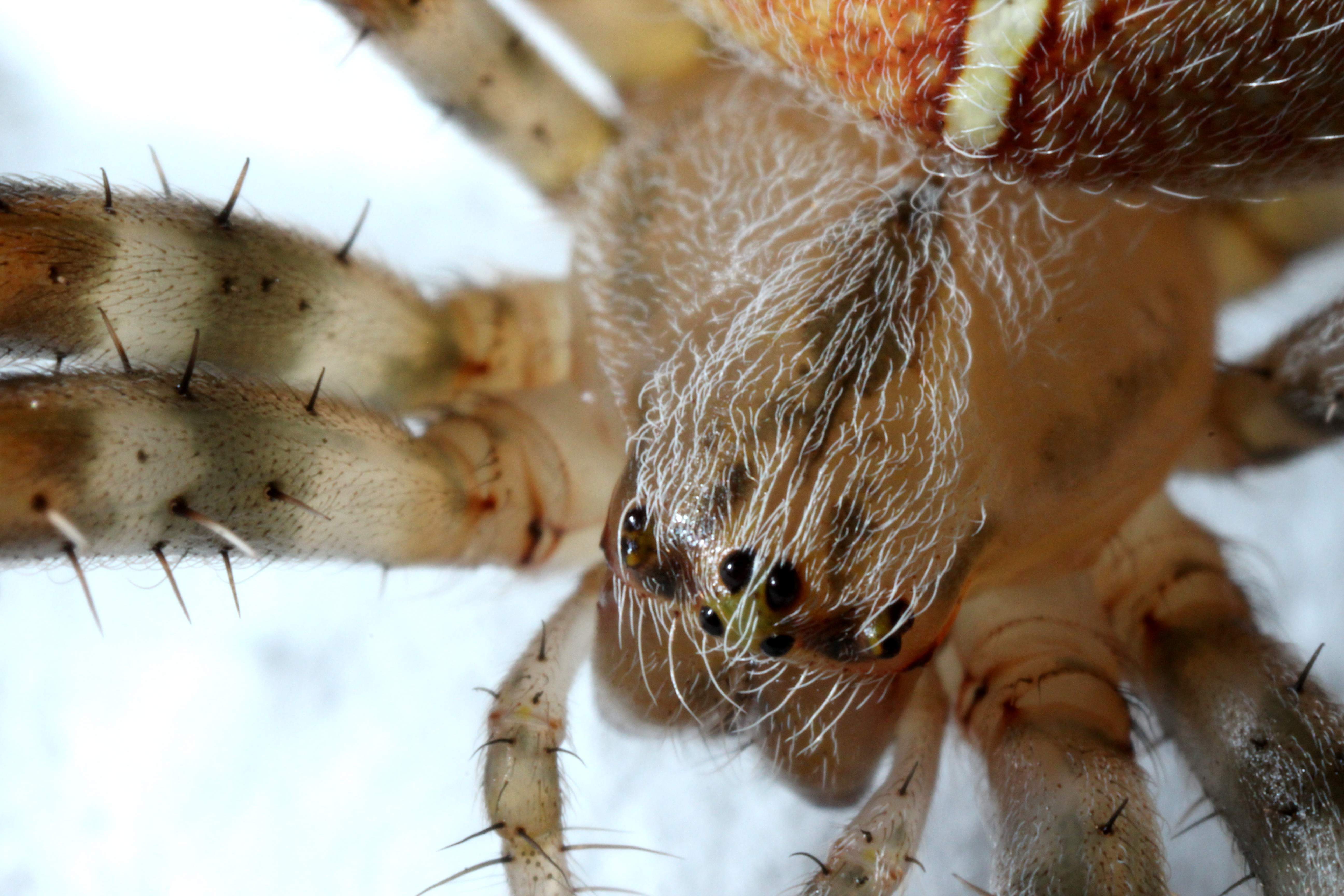
4眼が前後2列に配置する例 ニワオニグモ （コガネグモ科）
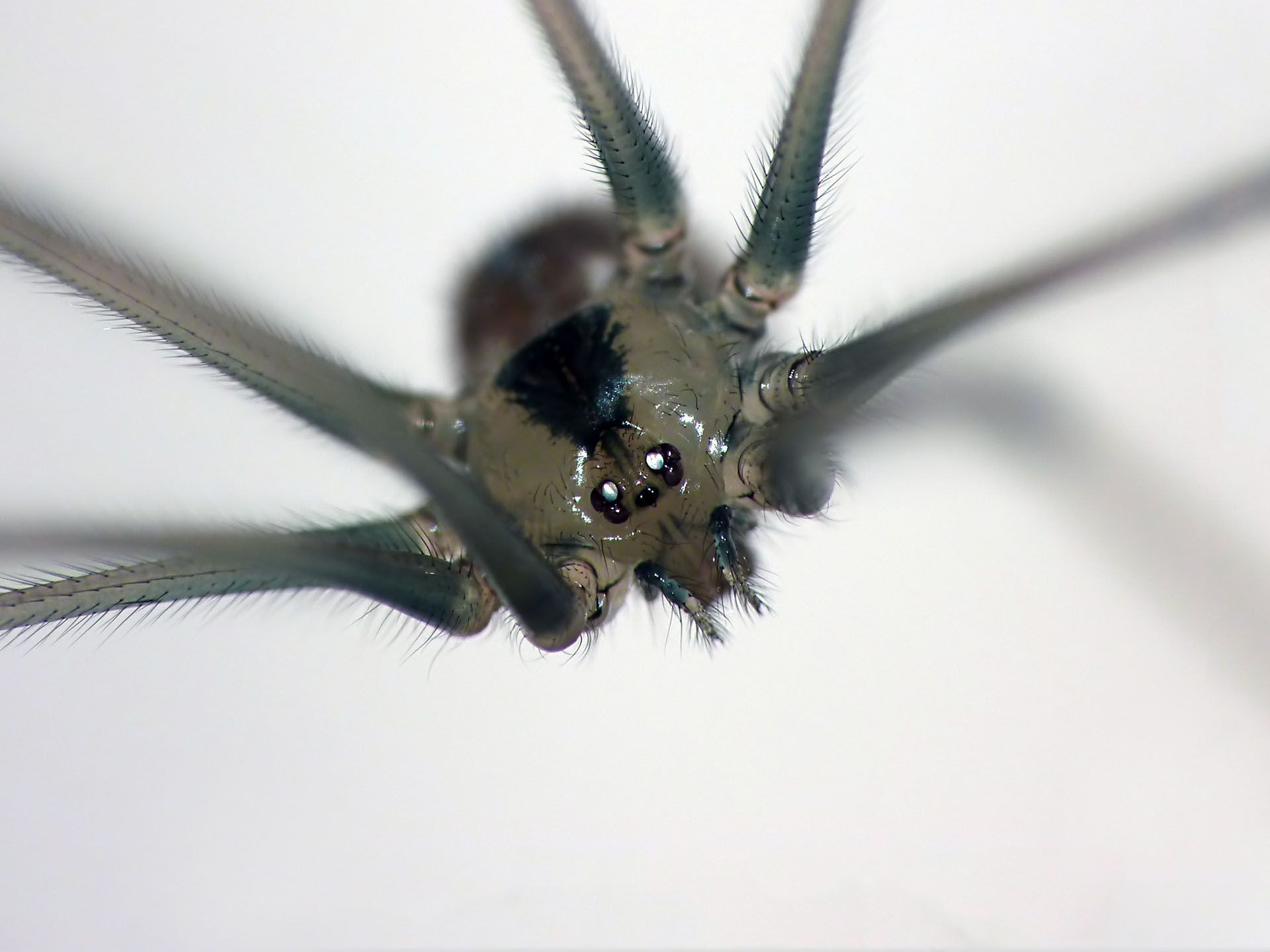
両側に3個ずつ集まり、中央に2個が孤立して配置している例 イエユウレイグモ （ユウレイグモ科）
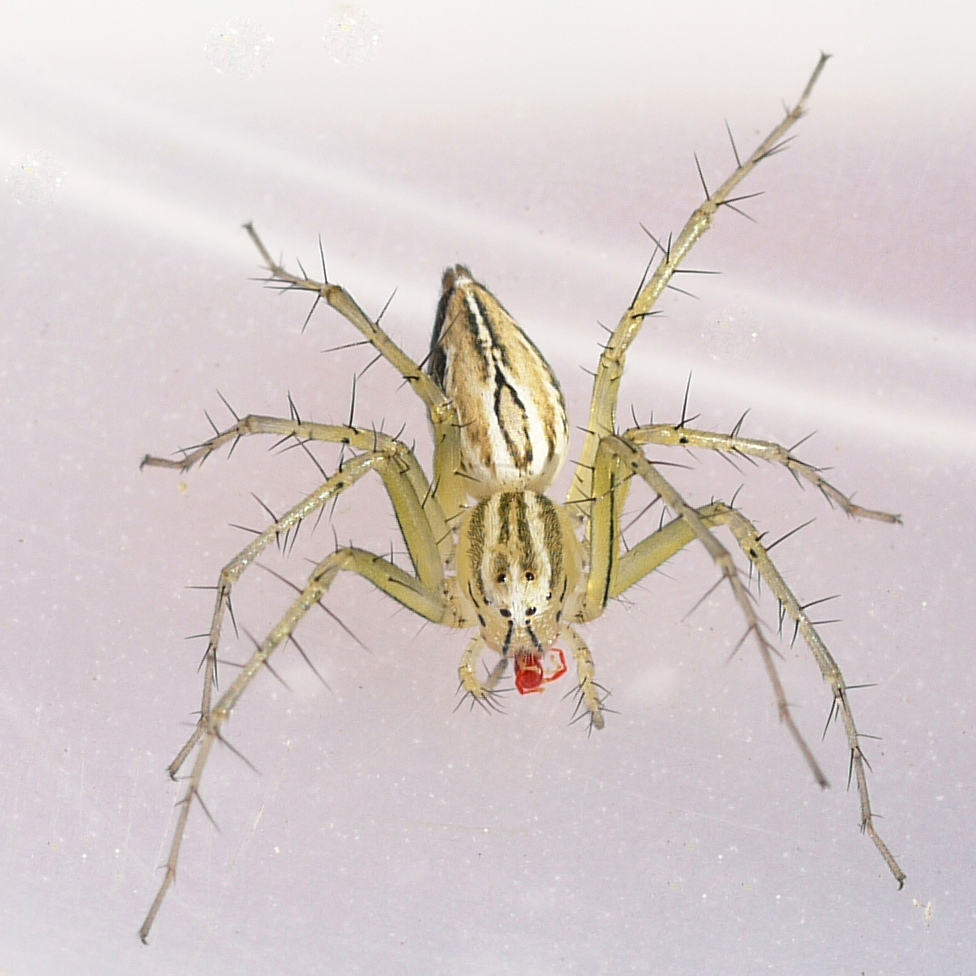
8眼が円環状に配置している例 Oxyopes salticus
（ササグモ科）

腹部はハラフシグモ亜目、トタテグモ下目では楕円形の袋状で、これは本群でもほとんどがそうであるが、アシナガグモ属やメダマグモ科のように細長くなったもの、オニグモ類のように倒三角形で前方背面の両側に肩状突起を持つものなどもあり、トゲグモ属では表面が硬くなって両側に角状突起が突き出し、あるいはイソウロウグモ類のように腹部後端が斜め後方に突き出し、それが極端に長く伸びて紐状になったオナガグモなど、遙かに多様な形が見られる。オナガグモやオヒキグモではそのように後方に伸びた部分をクモ自身が変形させることが出来る。

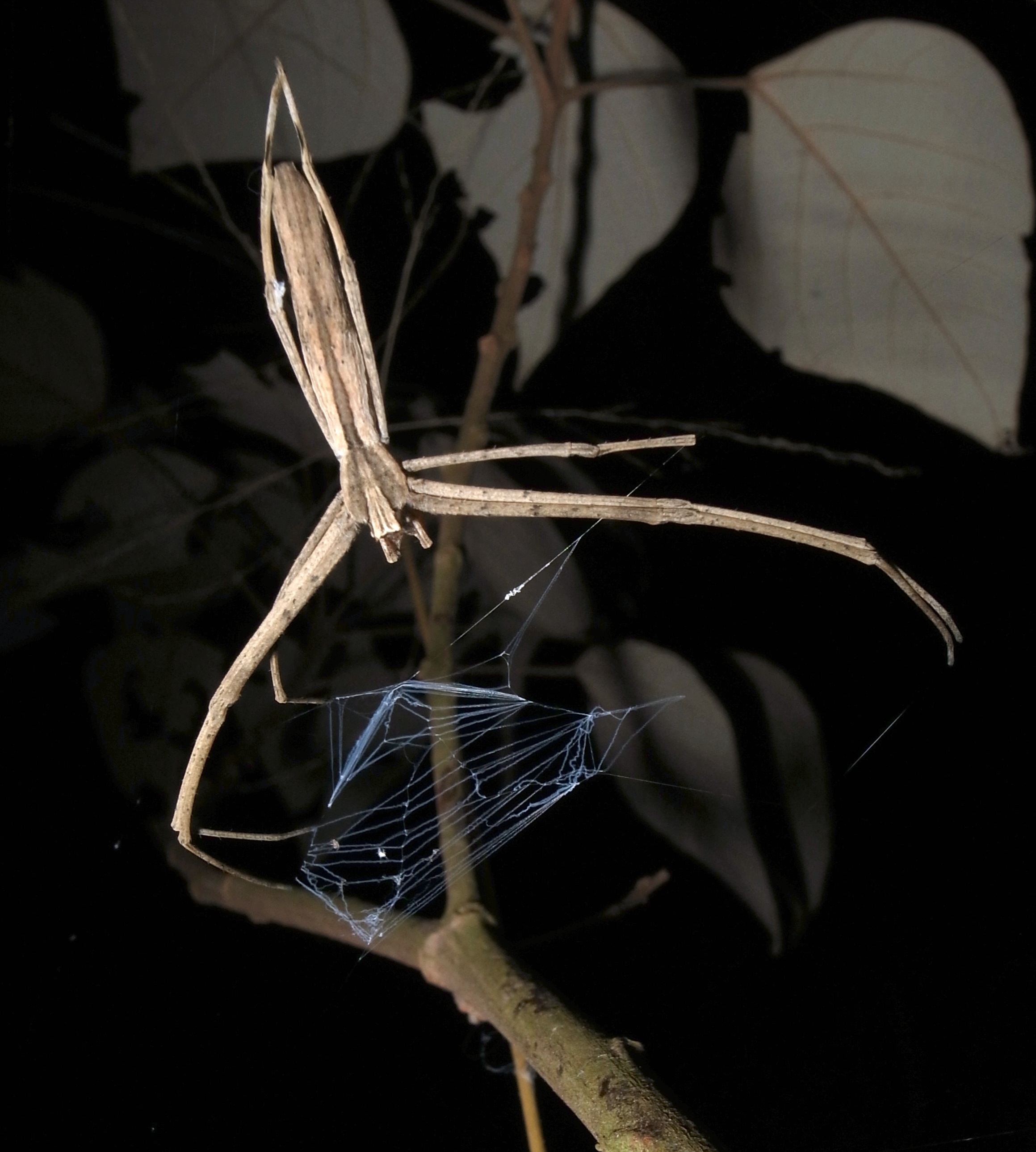
細長い腹部の例 メダマグモ属の1種 （メダマグモ科）
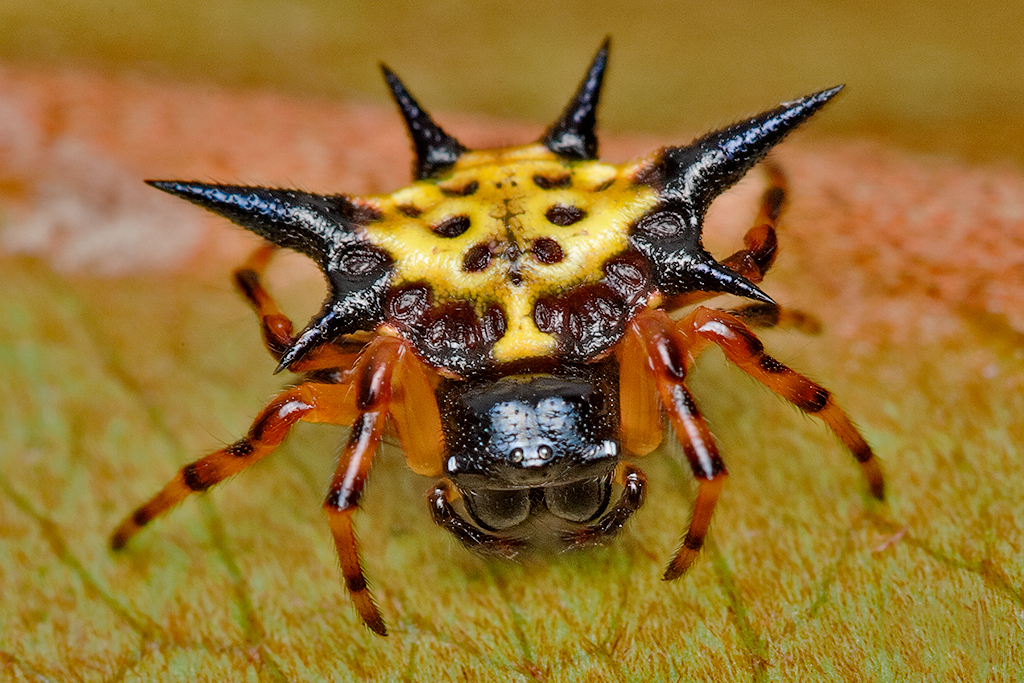
腹部が硬化し、強い棘を持つ例 Gasteracantha hasselti （コガネグモ科）
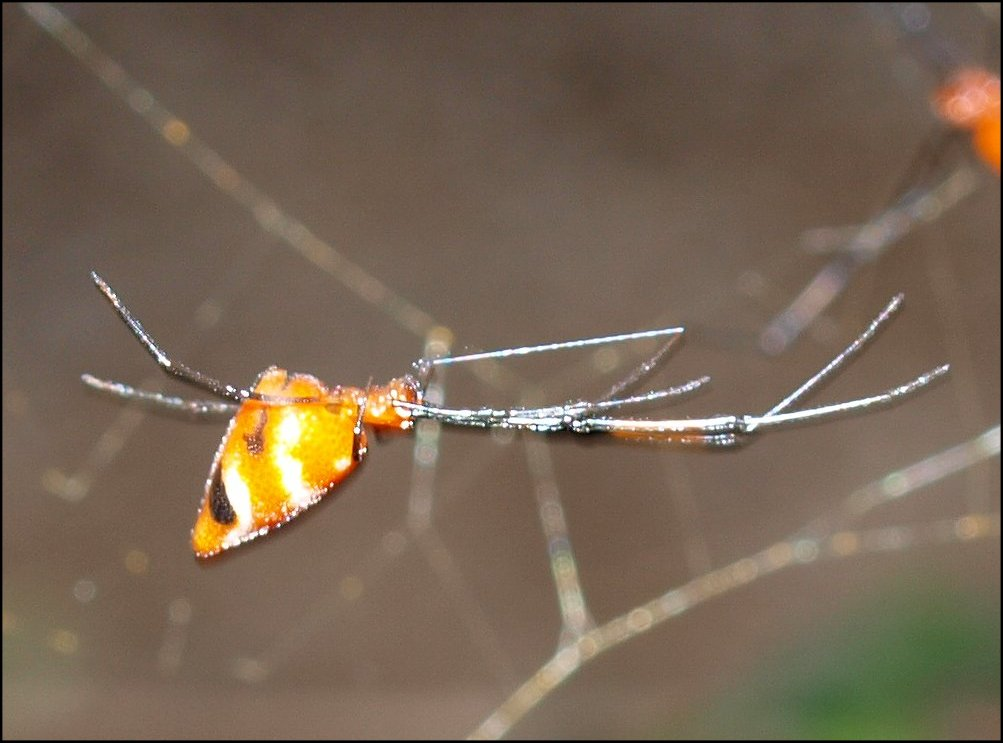
腹部降誕が突き出している例 Argyrodes zonatus （ヒメグモ科）
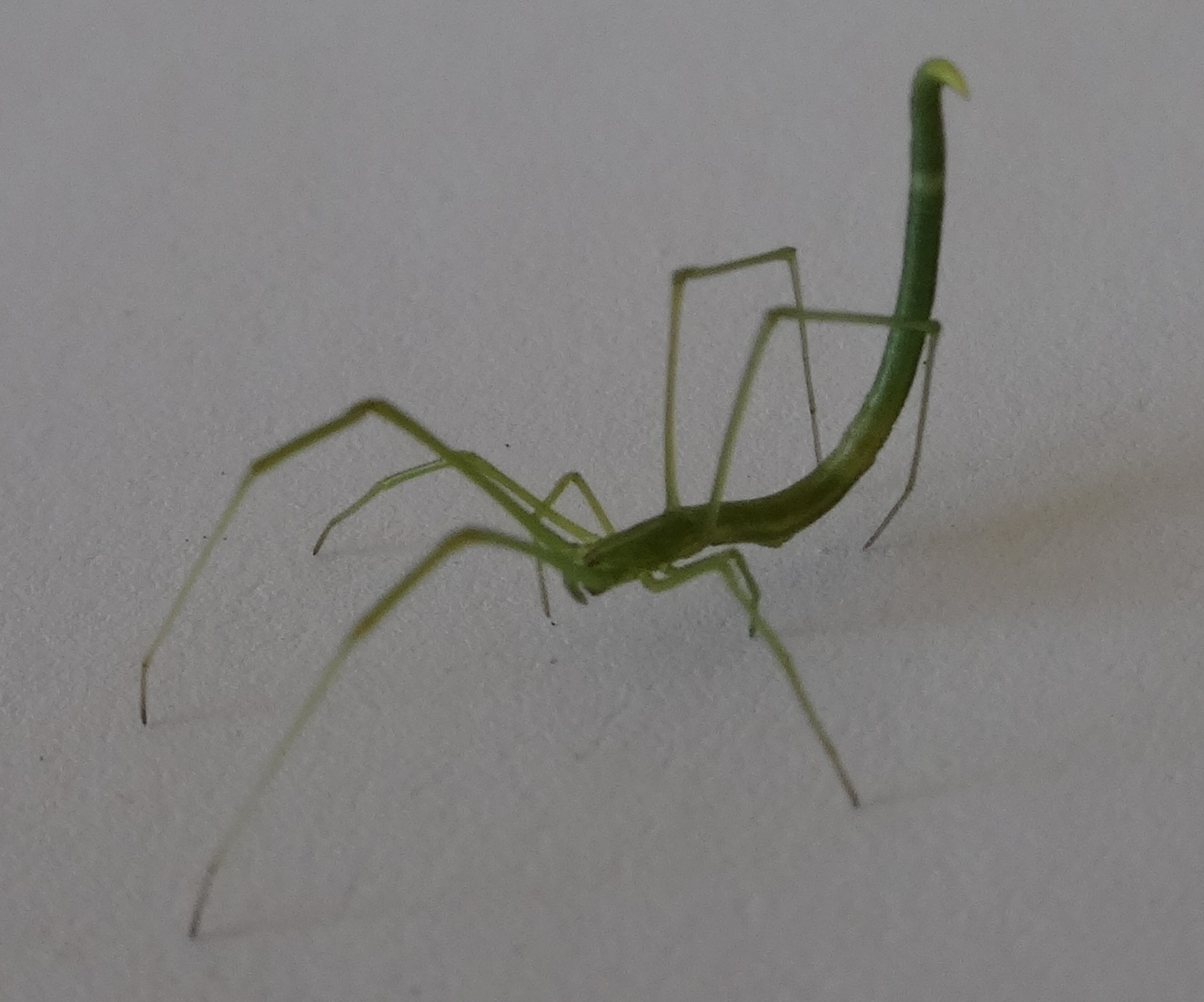
細長い腹部の例・ただし伸びたのは腹部後方背面の突起部分 オナガグモ
（ヒメグモ科）

## 生態に関して
ハラフシグモ亜目のものは全て穴居性で地中に穴を掘り、その中で生活する。穴の裏打ちはほとんど糸を使わず、入り口に扉を付け、種によってはその周囲の地表に受信糸を張る。トタテグモ下目のものは大部分が地下穴居性で、ただし巣穴の裏打ちに糸を使うほか、その入り口に扉を付けるもの、受信糸を張るものから、入り口に膜状の網を形成するものが含まれる。また一部に狩猟性のものがある。
それに対してクモ下目のものの生活は遙かに多様である。地中性のものはあるが少なく、その場合も多くは縦穴ではなく基物に沿った管状の巣を糸で作る形を取る。クモ本体がその中で生涯を、あるいは一定の時期を過ごすような巣は、作るものも作らないものもある。いずれにしてもクモ下目はそれ以前のものより遙かに広く地上に広がり、地表からそれより上へとその活動の範囲を広げた。一説によるとそこに最も大きく寄与したのは大瓶状腺糸、いわゆるしおり糸を作れるようになったことである。この糸は普通のクモ類が移動の際に常に引いているもので、たとえばこれによってクモ類は枝から糸を引いて安全に下に下りることが出来るし、うっかり枝から落ちてもその糸で吊り下げられて転落するのを避け、更にそれを辿って元に戻ることも可能になっている。このようにして空中に進出が可能となったクモ類はトタテグモ下目のものの一部が既に作り始めていた巣穴の入り口の網をより広く空中に作ることが出来るようになり、それによって既に空中に進出して繁栄し始めていた昆虫を餌とすることを可能にしたと考えられる。網を張らないものであっても、たとえばハエトリグモ類は獲物を捕らえる際に跳躍するが、この時にもしおり糸を引き、時にはその糸の出方を調節することで跳躍中の体にブレーキをかけ、跳躍の距離や方向を調節することが出来る。
獲物の取り方としては造網性とよばれる獲物を捕獲するための網を作り、そこに掛かった獲物を捕らえるもの、および徘徊性ないし狩猟性と呼ばれる網を張らずに直接に獲物を捕らえるものとに大別される。徘徊性のものは造網性のものから複数回にわたって独立に進化したものと考えられる。
いずれの場合でも獲物になるのは基本的には昆虫などの小型無脊椎動物である。捕らえる場合には上顎で噛み付き牙を差し込んで毒を注入することはクモ目全体に共通する。ただしハラフシグモ亜目、トタテグモ下目では直接に噛み付いて捕らえるが、クモ下目ではそのように直接に噛み付く場合の他に、その前に糸を巻きつけて獲物を動けなくする行動を取る例がある。

## 系統進化について
この群の中の分類で特に重視される特徴として、以下のようなものがある。
- 生殖器の構造：当然ながら種や群によって極めて多様だが、その構造の基本は同じである[16]。上述のようにクモ類は交尾を行わず、雄では触肢の先端部に精子を貯め、雌に渡すための触肢器官が発達し、雌の方では腹部下面前方に生殖孔が開く。上述のように本群のものでもそれらの構造が基本的にトタテグモ下目のものと同等なものもあり、それらは単性域類と呼ばれる[27]。それに対して雌の生殖器で挿入口と産卵口が分化し、その部分に外雌器が発達するものを完性域類という。

- 篩板：篩板を持つものは第4脚に毛櫛と呼ばれる密な毛の列を持ち、これを用いて篩板から疏糸と呼ばれる特殊な粘着性の糸を出すことが出来る[27]。これを持つクモは様々な網を張るタイプが多く、円網を張るものも含まれる。しかし徘徊性のものにもこれを持つものがある。篩板を持つものを篩板類、持たないものを無篩板類という。

- 爪の数：4対の歩脚の先端には1対の爪が共通で存在するが、その対の間にもう一つ小さな爪を持つものと、3番目の爪がないものがある[28]。後者は徘徊性への適応と考えられるが、三爪のものにも徘徊性のものがある。二爪のものを二爪類という。

- 網の形：網の形にはクモの系統関係が反映されていると考えられる。クモの網を参照。

この中でこの下目全体を真っ先に分割できるような特徴は篩板と生殖器の構造と考えられた。ただし篩板を持つものも持たないものも、それぞれの中に単性域的なものと完性域的なものが含まれる。これらは発達程度の差と見なしたり系統の違いと見なしたりして分類体系が検討されて来たが、現在の考え方では生殖器の構造の違いは系統の違いを反映しており、単性域類と完性域類は別の系統をなすとされている。他方、師板に関してはこの群の共通祖先の形質であり、そこから派生した複数の系統において独自に退化し、その退化したものから新たな系統が出現したものと考えられている。日本では篩板を系統の違いと見る見方がそれでも残ったが、小野、緒方(2018)ではほぼそれを捨てている。詳しくは篩板の記事を参照されたい。
化石に基づく研究では、琥珀内の化石によってクモ類の多様化が中生代の後期から新生代にかけて大きく進み、これが顕花植物と昆虫との爆発的な多様化に追随してのものと思われること、この時期に現在見られるほとんどの群が分化していたことが確かめられている。しかしクモ類の出現はさらに大きくさかのぼって古生代には成立していたと考えられることから、その時期からこのような分化のわかる時期までの間に多くのことがあったろうことは想像に難くなく、しかし問題の古生代から中生代にかけての化石証拠が極めて乏しく、そのような方向からは系統の推定が困難な分類群であると考えられる。
現生のクモ下目の中でもっとも原始的形態をとどめているとされるのは、エボシグモ科とそれに近縁な群のものである。この類はこの下目のものとしては例外的に二対の書肺を持ち、上顎の動く方向はやや斜め向きであり、これらはハラフシグモ類やトタテグモ類と同じか、あるいは近い形質である。また、篩板を持ち、三爪で、単性域的で網を張る。このようなものがクモ下目のもっとも祖先的な形と見られる。
ただしこの群内の系統に関しては未だに定説がなく、多分に流動的であるようだ。小野、緒方(2018)にはひとつの体系が示されているが、プラトニック/西尾訳(2020)に概要が示されているものはそれと多分に異なり、更にそれも最新のものを反映しておらず、むしろ新しいものの多くは定着することなく入れ替わって行く、と伸べており、この分野で安定した考えが出来るのはまだ先のことと思われる。そこに示されているのは以下のようなものである。
- クモ下目でもっとも基底で分かれた群はムカシボロアミグモ上科 Austrochiloidea のもので、ここには2対の書肺を持つなど原始的特徴を持つものが含まれる。
- それに次いでアゴダチグモ科などを含むエグチグモ上科 Palpimanoidea 、無師板単性域類 Synspemiata 、それに完性域類 Entelegynea がそれぞれ纏まった群をなす。完性域類には70科ほどが含まれる
- 完性域類の中でRTA群 RTA clade と呼ばれる群が纏まっていること。これは雄の触肢の勁節の後ろ側の側面に突起を持つことを共通の特徴とするもので40科ほど、ハグモ科、コモリグモ科、キシダグモ科、アシダカグモ科、カニグモ科など造網性や徘徊性の様々なものを含んでいる。

## 分類
クモ目の該当箇所を参照のこと。

## 人間との関係
クモ下目はクモ目の大部分がこれに含まれ、また人と直接に関わりのあるクモの大半を占める。従ってこれもクモ目の関連項目を参照されたい。